# Sainte-Anastasie, Gard
Sainte-Anastasie este o comună în departamentul Gard din sudul Franței. În 2009 avea o populație de 1.642 de locuitori.

## Evoluția populației
| An        | 1975 | 1982 | 1990  | 1999  | 2006  | 2009  |
| --------- | ---- | ---- | ----- | ----- | ----- | ----- |
| Populație | 732  | 870  | 1.028 | 1.270 | 1.557 | 1.642 |